# Аксиоми на Пеано
Аксиоми на Пеано в математическата логика, известни още като постулати на Пеано или аксиоми на Дедекинд – Пеано, са аксиоми за естествените числа, представени от италианския математик от 19 век Джузепе Пеано. Тези аксиоми са били използвани почти непроменени в редица математически изследвания, включително изследване на фундаментални въпроси дали теорията на числата е последователна и пълна.
Необходимостта от формализиране на аритметиката не се осъзнава до работата на Херман Грасман, който през 1860-те години показва, че много факти в аритметиката могат да се извлекат от по-основни факти за функцията-суксесор (на английски: successor function) и индукцията. През 1881 г. Чарлз Сандерс Пърс предоставя аксиоматизация на аритметиката с естествени числа. През 1888 г. Рихард Дедекинд предлага друга аксиоматизация на аритметиката с естествени числа, а през 1889 г. Пеано публикува тяхна опростена версия като сбор от аксиоми в книгата си „Принципи на аритметиката, представени по нов метод“ (на латински: Arithmetices principia, nova methodo exposita).
Деветте аксиоми на Пеано съдържат три вида твърдения. Първата аксиома потвърждава съществуването на поне един член от множеството естествени числа. Следващите четири са общи твърдения за равенство ; в съвременните лечения те често не се приемат като част от аксиомите на Пеано, а по-скоро като аксиоми на „основната логика“. Следващите три аксиоми са изявления от първи ред за естествените числа, изразяващи основните свойства на операцията наследник. Деветата, последна аксиома е изявление от втори ред на принципа на математическата индукция над естествените числа. По-слаба система от първи ред, наречена аритметика на Пеано, се получава чрез изрично добавяне на символи за операция на добавяне и умножение и замяна на индукционната аксиома от втори ред със схема на аксиома от първи ред.